# Jules Bastin (militaire)
Jules Bastin, né à Roux le 23 mars 1889 et mort à Gross-Rosen le 1er décembre 1944, est un officier de l'armée belge qui a participé à la Première Guerre mondiale et à la Seconde Guerre mondiale. Il a été un des chefs de la Résistance belge pendant la Seconde Guerre mondiale.

## Biographie
Jules Auguste Bastin, né à Roux le 23 mars 1889, est le fils de Jules Bastin, verrier, et de Joséphine Dewez. Il épouse Adèle Mathot et ils ont une fille.
Il fait ses études primaires à l'école libre de Roux. Il poursuit avec des études secondaires à l'Athénée royal de Charleroi.
Le 12 octobre 1905, il s'engage dans l'armée belge où il rejoint le 13e régiment de Ligne. Le 18 novembre 1907, il est admis à l'École royale militaire comme élève de la 58e promotion infanterie et cavalerie. En 1909, il est nommé sous-lieutenant au 3e régiment de Chasseurs à Pied. Il passe au 1er régiment de Chasseurs à cheval en janvier 1914.

### Première Guerre mondiale
Le 4 août 1914, il part en campagne à la tête d'un peloton de cavalerie. Le 16 août, il est blessé à Hannut et tombe aux mains des Allemands. Après avoir été hospitalisé en Belgique, il est expédié en Allemagne dans un camp de prisonniers. Il est célèbre durant sa captivité pour ses dix tentatives d'évasion. Lors d'une de ses tentatives, il s'associe à l'aviateur français Roland Garros. Il réussit finalement à son dixième essai à l'automne 1917. Le 30 janvier 1918, il reprend du service au régiment de Chasseurs à cheval. Vu l'inaction de son régiment dans la guerre des tranchées, il obtient de passer dans l'artillerie le 17 mars 1918 et participe à l'offensive libératrice à l'automne 1918.

### Entre-deux-guerres
Il est nommé capitaine en décembre 1918 et commandant six mois plus tard. Il s'inscrit à l'École de guerre et en sort breveté d'état-major en 1923. Il est major en septembre 1928 et lieutenant-colonel en septembre 1934 désigné pour l'état-major du corps de cavalerie. Il est nommé professeur de tactique à l'École de guerre en 1936. Le 26 mars 1939, il est colonel à la tête du 1er régiment de Lanciers à Spa.

### Seconde Guerre mondiale
Le 17 janvier 1940, il est nommé chef d'état-major du corps de Cavalerie. Il participe à la campagne des dix-huit jours où il se signale par sa bravoure et est cité à l'ordre de l'armée. À la suite de la capitulation de l'armée belge, il décide de se soustraire à la captivité et s'embarque à Dunkerque pour l'Angleterre. Passant par la France, il revient en Belgique pour occuper le poste de chef du service des colis des prisonniers de guerre qui dépend de la Croix-Rouge de Belgique.
Il rentre également en contact avec les premiers résistants belges, le colonel Robert Lentz, président de l'Union des officiers de réserve (UNOR) et le commandant Claser qui créent la  Légion belge. Dans un premier temps, Jules Bastin fédère autour de lui des éléments des anciens régiments de cavalerie et d'infanterie de Bruxelles. Il nomme ce groupement « la Réserve Mobile » qui sera le fer de lance de la Légion belge. Il est arrêté une première fois en 1941 pour diffusion de presse clandestine. Il est incarcéré pendant plusieurs semaines à la prison de Saint-Gilles.
En mai 1942, à la suite de l'arrestation par les Allemands du colonel Lentz, Jules Bastin prend sa succession à la tête de la Légion belge. Le 30 décembre 1942, le gouvernement belge en exil à Londres lui donne l'ordre de fédérer la Résistance belge. Il prend alors la tête de l'Armée de Belgique qui deviendra en 1944 l'Armée secrète. Le 27 avril 1943, la Gestapo tend un guet-apens au groupe de résistants du colonel Bastin au Thier de Robermont à Liège. Ses adjoints sont tués ou blessés. Il est, lui-même, sérieusement blessé et fait prisonnier. Usant de documents falsifiés, il parvient à se faire libérer en juillet 1943 mais reste sous surveillance. Il continue cependant de rencontrer les envoyés de Londres qui lui transmettent consignes et moyens de communication et reprend le commandement effectif de la Résistance.
Le 24 novembre 1943, il est de nouveau arrêté et écroué à la prison de Saint-Gilles. Il est envoyé le 5 février 1944 comme Nacht und Nebel au camp de concentration de Gross-Rosen où il meurt le 1er décembre 1944.

## Hommages et distinctions
En 1946, il est élevé à titre posthume au rang de général-major par le Prince Régent Charles de Belgique. Son épouse Adèle reçoit, du roi Baudouin, le 4 juin 1956, l'autorisation de porter le titre de baronne devant le nom de son époux. Sa fille Geneviève se voit accorder, le 27 mai 1957, le titre personnel de baronne, qu'elle peut également porter devant le nom de son époux. 
Un monument Jules Bastin a été érigé le 30 septembre 1947 au square de la Résistance à Spa. 
Les distinctions belges suivantes lui ont été décernées :
- Grand cordon de l'ordre de la Couronne à titre posthume en 1947 (Belgique) ;
- Chevalier de l'ordre de Léopold avec palmes en 1918 (Belgique) ;
- Croix de guerre 1914-1918 (Belgique).

## Sources
- (en) Cet article est partiellement ou en totalité issu de l’article de Wikipédia en anglais intitulé « Jules Bastin (soldier) » (voir la liste des auteurs).